# میچ نیکولز
میچ نیکولز (به انگلیسی: Mitch Nichols) (زاده ۱ مه ۱۹۸۹) بازیکن فوتبال اهل استرالیا است.
وی سابقه عضویت در تیم‌های باشگاه فوتبال بریزبن رور، باشگاه فوتبال ملبورن ویکتوری، باشگاه فوتبال پرث گلوری و باشگاه فوتبال وسترن سیدنی واندررز سابقه عضویت دارد.